# (26091) 1987 RL1
(26091) 1987 RL1 est un astéroïde de la ceinture principale découvert en 1987.

## Description
(26091) 1987 RL1 a été découvert le 13 septembre 1987 à l'observatoire de La Silla, au Chili, par Henri Debehogne.

### Caractéristiques orbitales
L'orbite de cet astéroïde est caractérisée par un demi-grand axe de 2,31 UA, un périhélie de 1,76 UA, une excentricité de 0,24 et une inclinaison de 1,28° par rapport à l'écliptique. Du fait de ces caractéristiques, à savoir un demi-grand axe compris entre 2 et 3,2 UA et un périhélie supérieur à 1,666 UA, il est classé, selon la JPL Small-Body Database, comme objet de la ceinture principale.

### Caractéristiques physiques
(26091) 1987 RL1 a une magnitude absolue (H) de 15,3 et un albédo estimé à 0,355.